# Montdorite
La montdorite è un minerale appartenente al gruppo delle miche.